# Eutidemo de Sición
Eutidemo de Sición (en griego antiguo: Εὐθύδημος, en latín: Euthydemus) fue un político de Sición que obtuvo la tiranía de la ciudad conjuntamente con Timóclidas. Según Pausanias, cuando fue depuesto, el poder pasó a Clinias de Sición, que era el padre del famoso Arato de Sición.